# Бетъни Хамилтън
Бетъни Хамилтън е американска професионална сърфистка.
Известна е с това, че на 13-годишна възраст оцелява, след като акула отхапва ръката ѝ. С възстановяването след загубата на ръката си и борбата да се върне на сърфа Бетъни помага, вдъхвайки кураж на много хора с увреждания и хора, преживели подобни травми.

## Състезателна кариера
Бетъни започва да се състезава още когато е на 7 години, в различни щатски състезания. От 2008 г. участва и в състезания в Австралия и Бразилия.

## Инцидентът
На 31 октомври 2003, сутринта, Бетъни заедно с приятелката си Алана Бланчард и бащата, и брата на Алана, отиват да сърфират. Към 7,30, докато лежи на сърфа си, с отпусната във водата лява ръка, Бетъни е нападната от Тигрова акула, с дължина между 4 и 5 метра. Акулата отхапва ръката на Бетъни до рамото.
Семейство Бланчард я изтеглят до брега и оказват първоначална помощ, след което я откарват в болницата Wilcox, една от двете болници на острова. В този ден бащата на Бетъни е трябвало да претърпи планова операция, но Бетъни заема мястото му.
Въпреки тежката травма, Бетъни успява да се възстанови и започва пак да сърфира. В началото използва удължена дъска, която ѝ е по-лесна за управление.

## Изяви в медиите
След възстановяването си Бетъни участва в различни предавания, включително и в „Шоуто на Опра“.
През 2004 г. е издадена книгата „Сърфист по душа: Истинска история за вяра, семейство и борбата да се върнеш на дъската“ (Soul Surfer: A True Story of Faith, Family, and Fighting to Get Back on the Board) на която Бетъни е съавтор. Израза „сърфист по душа“ се използва от десетилетия в тези среди, за сърфисти които сърфират преди всичко за удоволствие, не толкова комерсиално, за награди.
През 2007 г. е пуснат документалния филм „Сърце на сърфист по душа“ (Heart of a Soul Surfer). През 2011 г. излиза игралния филм „Сърфист по душа“ (Soul Surfer).